# Конецпольский, Николай Пржедбор
Николай Пржедбор Конецпольский (? — 1587) — государственный деятель и сенатор Речи Посполитой, каштелян розпшский (1578—1587).

## Категория
Представитель польского шляхетского рода Конецпольских герба «Побог». Старший сын дворянина королевского и старосты пшемысльского Станислава Конецпольского и познанской мещанки Катажины (ум. после 1531). Младший брат — каштелян серадзский и староста велюньский Станислав Пржедбор Конецпольский (? — 1588).
Николай был основателем старшей «каштелянской» линии рода Конецпольских, а его младший брат Станислав стал основателем младшей «гетманской» линии.
В 1553 году Николай Пржедбор Конецпольский был избран послом (депутатом) от Сандомирского воеводства на коронный сейм.
Вместе с братом Станиславом получил от польского короля Сигизмунда Августа 11 февраля 1557 года документ на Конецполь, в котором местные мещане получали Магдебургское право. В 1559 году братья Николай и Станислав Конецпольские получили от короля привилей для своего родового имения, им разрешалось брать мостовые деньги за переправу через р. Пилицу и давалось право на проведение еженедельных торгов и четырех ярмарок в городе.

## Семья
Был женат на Анне Заклике из Клещува (ум. 1583), дочери польского рыцаря Иеронима Заклики из Клещува (ум. после 1508) и Анны Сененской. Дети:
- Катаржина Конецпольская (ум. 1583), жена судьи Краковской земли Феликса Черского
- Анджей Конецпольский, каштелян поланецкий
- Ян Конецпольский, судья Люблинской земли (1595)
- Николай Конецпольский (ум. после 1590)
- Адам Конецпольский, воевода серадзский